# Balikpapan
Balikpapan este un oraș din Indonezia.